# دوباساري
دوباساري (بالرومانية: Dubăsari)‏ وهي بلدة تقع في محافظة خيرسون ترانسنيستريا في مولدوفا، يبلغ عدد سكانها 23,650 معنى اسمها باللغة الرومانية مركب الرجال، بنيت البلدة في سنة 1792 في فترة الإمبراطورية الروسية وقد شهدت هذه البلدة معارك عنيفة في الحرب العالمية الثانية بين الإتحاد السوفييتي وألمانيا النازية وشهدت هذه البلدة معارك عنيفة أيضاً في حرب ترانسنيستريا قبل انفصال ترانسنيستريا من مولدوفا بعد استقلال جمهورية مولدوفا السوفيتية الاشتراكية من الاتحاد السوفييتي في سنة 1991 بسبب وقوعها قرب الحدود مع مولدوفا.

## توأمة
لدوباساري اتفاقيات توأمة مع:
- بيندر

## أعلام
- بيوتر راتشكوڤسكي
- إيغور بوغاسي
- آنا أودوبيسكو